# Jeanne Demons
Jeanne Demons (* 18. Januar 1890 in Agen; † 27. November 1958 in Montréal) war eine kanadische Schauspielerin französischer Herkunft.
Demons hatte Schauspielunterricht bei Madeleine Roc und schloss sich der Schauspieltruppe des Théâtre Montparnasse an. Dort lernte sie ihren künftigen Ehemann Maurice Pelletier kennen, mit dem sie zu der Truppe von Firmin Gémier wechselte. Mit dieser kam sie auf einer Tournee nach Kanada. In Montreal fiel sie dem Regisseur Fernand Dharvol auf, der sie 1911 für eine Aufführung am dortigen Théâtre National engagierte.
Sie blieb mit ihrem Mann fünf Jahre am Théâtre National, bis sie 1917 Paul Gury ans Théâtre Canadien holte. 1919 gründete sie die Troupe Jeanne Demons, u. a. mit Antoinette Giroux und Palmiéri. Ab 1921 arbeitete sie mit der Truppe von Bella Ouellette zusammen, mit der sie im Wechsel am Chanteclerc auftrat und bis in die 1940er Jahre erfolgreich zusammenarbeitete.
Dann wandte sie sich dem Rundfunk zu und spielte dort Rollen in Hörspielen von Henri Deyglun. 1953 engagierte René Delacroix sie für die Hauptrolle in dem Film Cœur de maman, einer Adaption des Hörspiels La mère abandonnée von Deyglun. Der Film wurde sehr erfolgreich, blieb aber ihre einzige Arbeit für das Kino.